# Apoštolský vikariát londýnského distriktu
Apoštolský vikariát londýnského distriktu (anglicky Apostolic Vicariate of the London District) byl církevní jurisdikcí katolické církve v Anglii a Walesu. V jeho čele stál apoštolský vikář, který byl titulárním biskupem. Apoštolský vikariát byl zřízen v roce 1688 a zanikl v roce 1850, kdy byla jeho původní oblast nahrazena biskupskými stolci Westminster a Southwark. 

## Pozadí
Brzy po nástupu královny Alžběty I. v roce 1559 byli biskupové Anglie a Walesu nuceni volit mezi složením přísahy svrchovanosti, čímž by popřeli autoritu papeže, a ztrátou svých biskupských úřadů. Ti, kteří se rozhodli pokračovat ve své věrnosti Římu, byli následně sesazeni a na svých stolcích nahrazeni duchovními anglikánské církve. Většina sesazených biskupů byla uvězněna na různých místech a během několika let zemřela v zajetí, někteří však opustili zemi a pokračovali ve své práci v zámoří. Posledním ze sesazených biskupů byl Thomas Goldwell, biskup ze St Asaph, který zemřel v Římě 3. dubna 1585.

## Apoštolský vikariát Anglie
V roce 1623, po 65 letech formální nepřítomnosti v Anglii a Walesu, jmenoval papež Urban VIII. biskupa s faktickou jurisdikcí v Anglii. Jeho volba padla na Williama Bishopa, kterému byl udělen titul apoštolského vikáře Anglie. Bishop tajně přistál v Anglii o půlnoci 31. července 1623, ale o pouhých devět měsíců později zemřel.
Bishopa v úřadu vystřídal Richard Smith, rovněž vysvěcený na biskupa, který přijel do Anglie v dubnu 1625. V srpnu 1631 však byly na Smithe vydány dva zatykače a on byl nucen rezignovat a uprchnout do Francie, kde nakonec v roce 1655 v Paříži zemřel. Po roce 1631 nebyl v Anglii dalších 54 let žádný římskokatolický biskup a prázdné místo do jisté míry zaplnil děkan a kapitula s poněkud nejistým právním statusem, které nejprve ustanovil biskup a potvrdil Smith. 
Teprve v roce 1685 byl Římem jmenován nástupce, kterým se stal John Leyburn, doktor teologie ze Sorbonny a bývalý předseda anglické koleje v Douai, který byl 9. září 1685 v Římě vysvěcen na biskupa. V roce 1623 rozdělil biskup Anglii na šest oblastí, do čela každé z nich postavil představeného s titulem generálního vikáře, a tento systém zůstal zachován i poté. Leyburn těchto šest oblastí zredukoval na čtyři. V létě roku 1687 procestoval severní Anglii a biřmoval zde přes 20 000 katolíků. 

## Apoštolský vikariát londýnského distriktu
30. ledna 1688 papež zvýšil počet biskupů v Anglii a Walesu na čtyři apoštolské vikáře, v důsledku čehož byl jednotný apoštolský vikariát rozdělen na:
- londýnský distrikt,
- středozemní distrikt,
- severní distrikt a
- západní distrikt.[6][7]

Prvním apoštolským vikářem londýnského distriktu se stal biskup John Leyburn, který předtím od 24. srpna 1685 působil jako apoštolský vikář Anglie. V roce 1688 se londýnský apoštolský vikariát stal odpovědným také za katolíky v britských koloniích v Novém světě. Na Newfoundlandu to skončilo 30. května 1784 vytvořením Apoštolské prefektury Newfoundlandu a ve Spojených státech 26. listopadu 1784 vytvořením Apoštolské prefektury Spojených států. Ačkoli se později vikariáty jako celek v průběhu let jemněji rozdělovaly a nehledě na občasné pronásledování, apoštolský vikariát londýnského distriktu existoval až do 29. září 1850, kdy papež Pius IX. vydal bulu Universalis Ecclesiae, kterou bylo vytvořeno třináct nových diecézí, mezi nimi i metropolitní diecéze Westminster, nová jurisdikce, která formálně nahradila část předchozího vikariátu. Zbytek londýnského distriktu se zároveň stal sufragánní diecézí Southwark.
Posledním apoštolským vikářem londýnského distriktu byl biskup Nicholas Wiseman (zemř. 1865), kterému byl 29. září 1850 přidělen titul metropolitního arcibiskupa westminsterského. Následujícího dne byl jmenován kardinálem. Distrikt přestal být misijním územím a byl z něj vyňat, jeho prelát se stal hlavou nové anglické církevní provincie. 

## Seznam apoštolských vikářů londýnského distriktu
| Apoštolští vikáři londýnského distriktu                                                    | Apoštolští vikáři londýnského distriktu | Apoštolští vikáři londýnského distriktu          | Apoštolští vikáři londýnského distriktu |
| Od                                                                                         | Do                                      | Úřadující osoba                                  | Poznámky |
| ------------------------------------------------------------------------------------------ | --------------------------------------- | ------------------------------------------------ | --- |
| 1688                                                                                       | 1702                                    | John Leyburn, Titulární biskup v Hadrumetum      | Dosavadní apoštolský vikář v Anglii 1685–1688. Jmenován apoštolským vikářem 30. ledna 1688. Zemřel v úřadu 9. června 1702.                                                                       |
| 1703                                                                                       | 1734                                    | Bonaventure Giffard, Titulární biskup z Madauru  | Dříve apoštolský vikář středozemního distriktu 1687–1703. Apoštolským vikářem jmenován 14. března 1703. Zemřel v úřadu 12. března 1734.                                                          |
| 1734                                                                                       | 1758                                    | Benjamin Petre, O.S.B., Titulární biskup z Prusy | Jmenován koadjutorem apoštolského vikariátu 23. června 1721 a vysvěcen na titulárního biskupa 11. listopadu 1721. Apoštolským vikářem se stal 12. března 1734. Zemřel v úřadu 22. prosince 1758. |
| 1758                                                                                       | 1781                                    | Richard Challoner, Titulární biskup v Doberu     | 12. září 1739 jmenován koadjutorem apoštolského vikariátu a 29. ledna 1741 vysvěcen na titulárního biskupa. Apoštolským vikářem se stal 22. září 1758. Zemřel v úřadu 12. ledna 1781.            |
| 1781                                                                                       | 1790                                    | James Robert Talbot, Titulární biskup z Birthy   | Jmenován koadjutorem apoštolského vikariátu 10. března 1759 a vysvěcen na titulárního biskupa 24. srpna 1759. Apoštolským vikářem se stal 12. ledna 1781. Zemřel v úřadu 26. ledna 1790.         |
| 1790                                                                                       | 1812                                    | John Douglass, Titulární biskup Centurie         | Apoštolským vikářem byl jmenován 10. září 1790 a titulárním biskupem vysvěcen 19. prosince 1790. Zemřel v úřadu 8. května 1812.                                                                  |
| 1812                                                                                       | 1827                                    | William Poynter, Titulární biskup z Alie         | Jmenován koadjutorem apoštolského vikariátu 6. března 1803 a vysvěcen na titulárního biskupa 29. května 1803. Apoštolským vikářem se stal 8. května 1812. Zemřel v úřadu 26. listopadu 1827.     |
| 1827                                                                                       | 1836                                    | James Yorke Bramston, Titulární biskup v Usule   | Jmenován koadjutorem apoštolského vikariátu 4. února 1823 a vysvěcen na titulárního biskupa 29. června 1823. Apoštolským vikářem se stal 26. listopadu 1827. Zemřel v úřadu 11. července 1836.   |
| 1836                                                                                       | 1847                                    | Thomas Griffiths, Titulární biskup v Oleně       | Jmenován koadjutorem apoštolského vikariátu 30. července 1833 a vysvěcen na titulárního biskupa 28. října 1833. Apoštolským vikářem se stal 11. července 1836. Zemřel v úřadu 12. srpna 1847.    |
| 1848                                                                                       | 1849                                    | Thomas Walsh, Titulární biskup v Cambysopolis    | Dříve apoštolský vikář centrálního distriktu 1840–1848. Apoštolským vikářem jmenován 17. července 1848. Zemřel v úřadu 18. února 1849.                                                           |
| 1849                                                                                       | 1850                                    | Nicholas Wiseman, Titulární biskup v Milopotamu  | Koadjutorem apoštolského vikariátu byl jmenován 29. srpna 1847 a apoštolským vikářem se stal 18. února 1849. Prvním westminsterským arcibiskupem se stal 29. září 1850.                          |
| V roce 1850 byl londýnský distrikt zrušen a nahrazen biskupstvími Westminster a Southwark. |                                         |                                                  | |